# Rolf Ridderwall
Rolf Lennart „Riddarn“ Ridderwall (* 20. November 1958) ist ein ehemaliger schwedischer Eishockeytorwart, der in seiner aktiven Zeit von 1981 bis 1994 unter anderem für Djurgårdens IF und AIK Solna in der Elitserien gespielt hat. Sein Sohn Stefan und sein Neffe Calle sind ebenfalls Eishockeyspieler.

## Karriere
Rolf Ridderwall begann seine Karriere als Eishockeyspieler in der Nachwuchsabteilung von Djurgårdens IF, für dessen Profimannschaft er von 1981 bis 1990 in der Elitserien, der höchsten schwedischen Spielklasse, aktiv war. Mit seiner Mannschaft gewann der Torwart in den Spielzeiten 1982/83, 1988/89 und 1989/90 jeweils den schwedischen Meistertitel. Zudem wurde er in der Saison 1984/85 mit seinem Team Vizemeister. Auch er selbst war in seiner Zeit bei Djurgårdens IF erfolgreich und wies 1987 und 1988 die beste Fangquote sowie 1988 zudem den niedrigsten Gegentorschnitt der Elitserien auf. 1990 wurde er zudem mit dem Guldpucken als bester Spieler der Liga ausgezeichnet. 
Von 1990 bis 1992 spielte Ridderwall für das Team Boro in der damals noch zweitklassigen Division 1. Anschließend erhielt er zur Saison 1992/93 einen Vertrag bei AIK Solna aus der Elitserien. Mit dem Team musste er am Saisonende den Abstieg in die Division 1 hinnehmen, in der ihm 1994 mit AIK Solna der direkte Wiederaufstieg gelang. Anschließend beendete er  im Alter von 35 Jahren seine Karriere.

### International
Für Schweden nahm Ridderwall an den Weltmeisterschaften 1985, 1989, 1990 und 1991 teil. Bei der WM 1990 gewann er mit seiner Mannschaft die Silber-, bei der WM 1991 die Goldmedaille. Zudem stand er im Aufgebot seines Landes bei den Olympischen Winterspielen 1984 in Sarajevo sowie 1984 und 1991 beim Canada Cup. Bei den Winterspielen 1984 gewann er mit Schweden die Bronzemedaille, beim Canada Cup 1984 belegte er mit seinem Team den zweiten Platz.

## Erfolge und Auszeichnungen
| - 1983 Schwedischer Meister mit Djurgårdens IF - 1985 Schwedischer Vizemeister mit Djurgårdens IF - 1987 Beste Fangquote der Elitserien - 1988 Niedrigster Gegentorschnitt der Elitserien - 1988 Beste Fangquote der Elitserien | - 1989 Schwedischer Meister mit Djurgårdens IF - 1990 Schwedischer Meister mit Djurgårdens IF - 1990 Guldpucken - 1994 Aufstieg in die Elitserien mit AIK Solna |

### International
- 1984 Bronzemedaille bei den Olympischen Winterspielen
- 1984 Silbermedaille beim Canada Cup
- 1990 Silbermedaille bei der Weltmeisterschaft
- 1991 Goldmedaille bei der Weltmeisterschaft